# Limp Bizkit
Limp Bizkit, és un grup americà de nu metal, format a Jacksonville, Florida, que va començar l'any 1994

## Orígens
Limp Bizkit és una de les bandes més energètiques dins del subgènere que s'ha creat fusionant el rap i el metal, anomenat rapcore o rap metal, arribant a anomenar-se com una de les bandes més importants del nu metal, junt amb Korn, Deftones o Linkin Park. Tenen com a base el heavy metal, l'underground Metal, i el Rap, combinant-lo alguns cops amb thrash metal, funk i hardcore punk (elements característics del nu metal). És considerada una de les millors bandes de metal de la dècada dels 90, i del nou mil·lenni, marcant unes pautes i influenciant bastant, a grups del mateix gènere que sorgirien més tard com Linkin Park, P.O.D o Soufly, entre d'altres. El seu estil dur i l'agressivitat en les seves lletres foren elements clau per a que la premsa i els organitzadors del Woodstock 99, els acuséssin de ser els responsables del comportament violent del públic i de les destrosses causades, juntament amb Korn.
Limp Bizkit, es va formar a Florida, l'any 1994, de la mà del vocalista Fred Durst, i del baixista i amic Sam Rivers. Més tard, Jonh Otto, cosí de Sam Rivers, s'uneix al grup com a nou bateria, i Rob Watters, guitarrista, i que completà la formació del grup (tot i que més tard s'hi va afegir DJ Lethal, ex membre de House of Paint i la formació, va augmentar en qualitat). Sobre l'origen del nom del grup hi ha diverses llegendes. La més destacada és que Rob Watters, va descriure el seu cervell com una galeta mustia (limp biscuit). Amb l'entrada de Wes Borland com a guitarrista, el nom es va consolidar com a Limp Bizkit.

## Discografia
| Any  | Àlbum                                            | Discogràfica                    |
| ---- | ------------------------------------------------ | ------------------------------- |
| 1995 | Mental Aquaducts                                 | Independent                     |
| 1997 | Three Dollar Bill, Yall$                         | Flip Records/Interscope Records |
| 1999 | Significant Other                                | Interscope Records              |
| 2000 | Chocolate Starfish and the Hotdog Flavored Water | Interscope Records              |
| 2001 | New Old Songs                                    | Interscope Records              |
| 2003 | Results May Vary                                 | Flip Records/Interscope Records |
| 2005 | The Unquestionable Truth (Part 1)                | Geffen Records                  |
| 2006 | Greatest Hitz                                    | Geffen Records                  |
| 2011 | Gold Cobra                                       | Flip/Interscope Records         |
| 2021 | Still Sucks                                      | Suretone                        |

## Membres
| - Fred Durst – veu principal (1994–2006, 2009–present) - John Otto – bateria (1994–2006, 2009–present) - Sam Rivers – baix, segones veus (1994–2006, 2009–2015, 2018-present) - Wes Borland – guitarres, veus (1995–1997, 1997–2001, 2004–2006, 2009–present) - DJ Lethal – taula de mescles, sampling, programació (1996–2006, 2009–2012, 2012, 2018–present), segones veus (2018–present) | - Rob Waters – guitarres (1994–1995) - Terry Balsamo – guitarres (1995) - Mike Smith – guitarres, segones veus (2002–2004) - Brian Welch – guitarres (2003) - Sammy Siegler – bateria (2004-2006) - Franko Carino – sampling, programació, segones veus (2012, 2013–2017), segones veus (2018) - Nick Annis – guitarres (2015) - Samuel G Mpungu – baix (2015–2017, 2018, 2018) - Tsuzumi Okai – baix (2018, 2018) |